# Wrzosowiska Świętoszowsko-Ławszowskie
Wrzosowiska Świętoszowsko-Ławszowskie este o arie protejată (sit de importanță comunitară — SCI) din Polonia întinsă pe o suprafață de 9.647,62 ha, integral pe uscat.

## Localizare
Centrul sitului Wrzosowiska Świętoszowsko-Ławszowskie este situat la coordonatele 51°28′13″N 15°28′41″E / 51.4702°N 15.478°E.

## Înființare
Situl Wrzosowiska Świętoszowsko-Ławszowskie a fost declarat sit de importanță comunitară în martie 2007 pentru a proteja 7 specii de animale.

## Biodiversitate
Situată în ecoregiunea continentală, aria protejată conține 8 habitate naturale: Mlaștini oligotrofe degradate, capabile încă de regenerare naturală, Mlaștini turboase de tranziție și turbării mișcătoare, Depresiuni pe substraturi de turbă de Rhynchosporion, Păduri de stejar și carpen Galio-Carpinetum, Păduri central-europene de pin scoțian cu licheni, Vegetație psamofilă uscată cu pășuni deschise de Corynephorus și Agrostis, Pajiști uscate europene, Pajiști calcaroase din nisipuri xerice.
La baza desemnării sitului se află mai multe specii protejate:
- mamifere (4): liliac cârn (Barbastella barbastellus), lupul (Canis lupus), castor (Castor fiber), liliac comun (Myotis myotis)
- nevertebrate (3): libelule (Leucorrhinia pectoralis), rădașcă (Lucanus cervus), Ophiogomphus cecilia